# نادي ليماسول لكرة السلة
نادي ليماسول لكرة السلة (باليونانية: Αθλητική Ένωση Λεμεσού) هو فريق كرة سلة قبرصي للمحترفين تأسس في سنة 1966 يقع مقره في ليماسول. فاز بكأس قبرص لكرة السلة 9 مرات (1978، 1980، 1981، 1982، 1983، 1985، 2004، 2008، 2009).